# 여자만화 구두
《여자만화 구두》는 2014년 2월 4일부터 2014년 3월 25일까지 SBS 플러스에서 방송된 드라마이다. 박윤영의 동명 웹 만화를 원작으로 한다.

## 줄거리
사랑을 두려워하는 스물넷 여자 신지후와 사랑을 믿지 못하는 스물여덟 남자 오태수의 사내 연애 이야기를 담은 웹툰을 원작으로 한 드라마.

## 출연

### 주요인물
- 한승연 : 신지후 역 - 연호의 첫사랑, 신입 직원
- 홍종현 : 오태수 역 - 한나의 전 약혼남, 대리
- 윤종훈 : 최연호 역 - 지후의 첫사랑
- 정가은 : 임한나 역 - 태수의 전 약혼녀, 과장

### 그 외 인물
- 박진주 : 이수영 역 - 지후의 친구
- 최예슬 : 희은 역 - 연호의 여자친구
- 김하균 : 구두수선하는 남자 역
- 권용운 : 팀장 역
- 윤현찬 : 김 대리 역 - 지후와 태수의 직장동료
- 박하이 : 회사 직원 역
- 정연주 : 회사 직원 역
- 장가현
- 한춘일 : 경비원 역